# Montagne des Gures
La montagne des Gures est un petit sommet de France situé en Haute-Savoie, sur la commune de Passy.

## Géographie

### Topographie

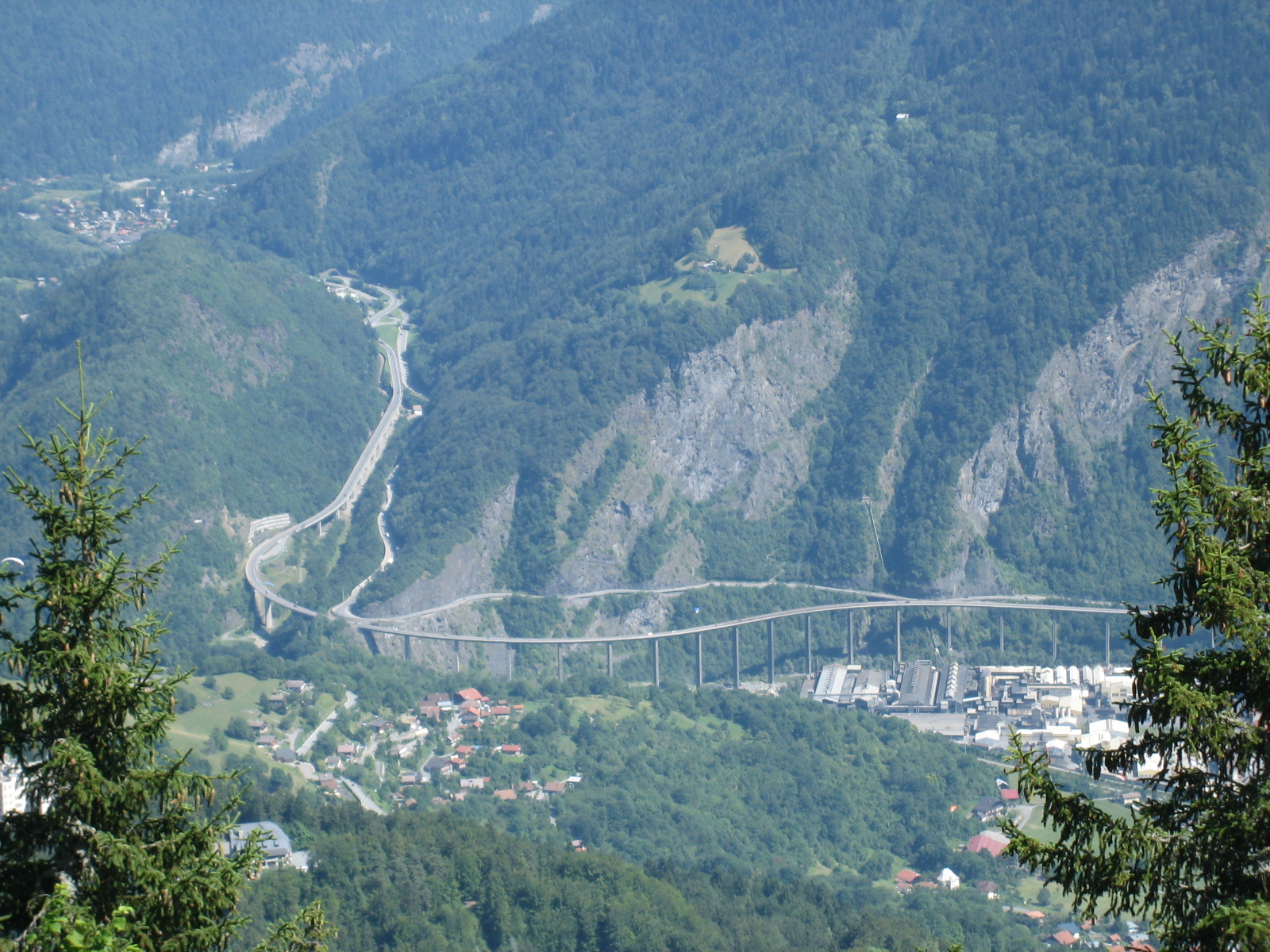
Vue du viaduc des Égratz depuis le plateau d'Assy avec la montagne des Gures à gauche.

D'altitude modeste comparée aux sommets voisins avec ses 940 mètres, la montagne fait partie du massif du Mont-Blanc, dominée au sud par la tête Noire, à l'est par l'aiguillette des Houches, au nord-est par le massif de Pormenaz et au nord par la chaîne des Fiz, la pointe de Platé et la tête du Colonney du massif du Faucigny. Elle est bordée au nord par les gorges de l'Arve et au sud par une petite vallée sèche où se trouve le hameau du Châtelard et la centrale électrique de Servoz et par où transitent la route nationale 205 ainsi que la ligne de Saint-Gervais-les-Bains-Le Fayet à Vallorcine (frontière). De forme allongée selon un axe ouest-nord-ouest-est-sud-est, ses pentes sont couvertes de forêts.
À son sommet accessible par un sentier depuis Servoz à l'est se trouve un site archéologique sous la forme d'un oppidum celte,.

### Écosystèmes
Le versant sud est occupé par un système de barres rocheuses colonisées par une formation arbustive sèche, fréquenté par le papillon Apollon. Le versant nord est quant à lui occupé par une forêt fraîche de type hêtraie à sapins. Le site héberge également un petit marais dominé par les grandes laîches et des systèmes d'éboulis et de blocs rocheux en place.
Parmi les espèces rencontrées figurent le Chamois, le Cerf élaphe, le Chevreuil, le Renard et l'Apollon pour la faune et la Potentille des rochers, la Pirole verdâtre, la Sélaginelle de Suisse, la Véronique à écussons et la Woodsia des Alpes pour la flore.
Le site est classé ZNIEFF de type I.

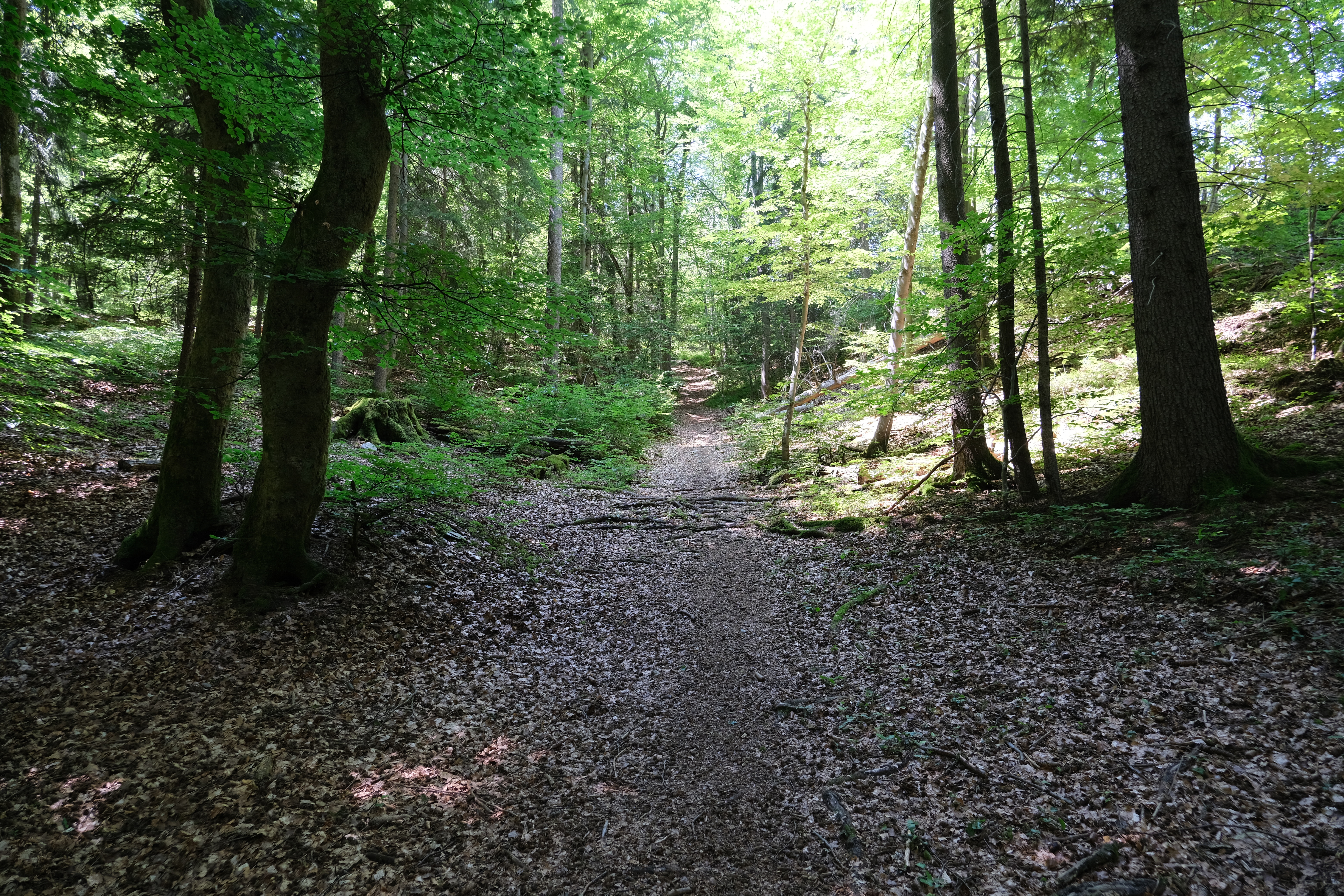
Le sentier de la montagne des Gures
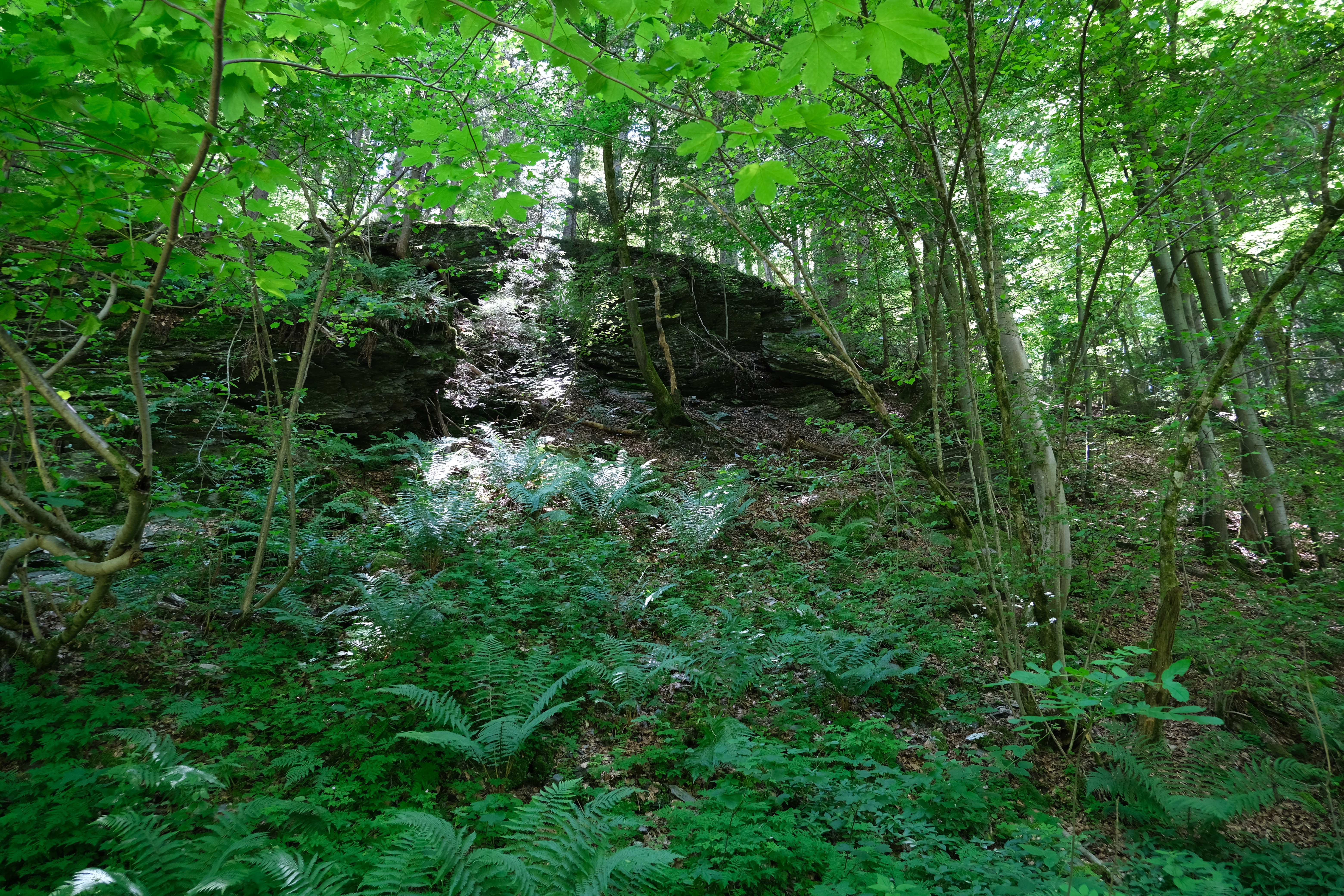
Rochers à la montagne des Gures